# فرودگاه پون
 فرودگاه پون (به انگلیسی: Pune airport) یک فرودگاه نظامی و همگانی مسافربری با کد یاتا PNQ است که یک باند فرود آسفالت دارد و طول باند آن ۲۵۳۹ متر است. این فرودگاه در شهر پونه کشور هند قرار دارد و در ارتفاع ۵۹۲ متری از سطح دریا واقع شده‌است.

## شرکت‌های هواپیمایی و مقصدهای پروازی
| شرکت‌های هواپیمایی             | مقصدهای پروازی |
| ----------------------------- | --- |
| ایراژیا هند                   | بنگالورو، ایندیرا گاندی، جایپور |
| ایر ایندیا                    | بنگالورو، چندی‌گر، ایندیرا گاندی، دابولیم، راجیو گاندی                                                                                |
| ایر ایندیا اکسپرس             | دوبی |
| GoAir                         | سردار ولابهبهی پتل، بنگالورو، چنای، ایندیرا گاندی، راجیو گاندی، نتاجی سبهاش چندر بوس، دکتر باباساهب آمبدکار                          |
| ایندی‌گو                       | سردار ولابهبهی پتل، بنگالورو، چنای، ایندیرا گاندی، راجیو گاندی، جایپور، کوچین، نتاجی سبهاش چندر بوس، اماوسی، دکتر باباساهب آمبدکار   |
| لوفت‌هانزا اجرا توسط PrivatAir | فرانکفورت1 |
| اسپایس‌جت                      | سردار ولابهبهی پتل، بنگالورو، چنای، ایندیرا گاندی، دوبی، دابولیم، راجیو گاندی، کوچین، نتاجی سبهاش چندر بوس، Surat(Starts 29 october) |
| ویستارا                       | ایندیرا گاندی، نتاجی سبهاش چندر بوس                                                                                                  |
| Zoom Air                      | جبال‌پور، Surat (Begins ۲۹ اکتبر ۲۰۱۷)                                                                                                |

Notes
- ^  Lufthansa's flight اجرا توسط PrivatAir from Pune to Frankfurt makes a technical stop at Bucharest. However, Frankfurt to Pune flight is non-stop.